# Tocofersolan
Tocofersolan (International Nonproprietary Name) is een synthetische, wateroplosbare vorm van alfa-tocoferol oftewel vitamine E. In tocofersolan is vitamine E via barnsteenzuur gebonden aan polyethyleenglycol, wat het wateroplosbaar maakt. Een andere naam voor tocofersolan is D-alfa-tocoferyl-polyethyleenglycolsuccinaat. Vitamine E zelf is oplosbaar in vet maar niet in water.
Tocofersolan kan gebruikt worden voor de behandeling of preventie van vitamine E-tekort bij personen die niet in staat zijn om vitamine E uit de darmen op te nemen ten gevolge van een ziekte als chronische cholestase. Zulke personen kunnen problemen hebben met de absorptie van vetten (met daarin vitamine E) uit het darmkanaal. Tocofersolan kan wel worden opgenomen uit het darmkanaal, en zo helpen om het vitamine E-gehalte in het bloed te verhogen.
Vedrop is een drank met tocofersolan waarvoor Orphan Europe SARL uit Frankrijk op 24 juli 2009 een vergunning verkreeg om het in de handel te brengen. Het is bedoeld voor gebruik bij kinderen tot 18 jaar met aangeboren of erfelijke chronische cholestase.